# Rhysopleura
Rhysopleura is een geslacht van kevers uit de familie van de loopkevers (Carabidae). De wetenschappelijke naam van het geslacht is voor het eerst geldig gepubliceerd in 1906 door Sloane.

## Soorten
Het geslacht Rhysopleura is monotypisch en omvat slechts de volgende soort:
- Rhysopleura orbicollis (Sloane, 1904)